# Nosotros no envejeceremos juntos
Nosotros no envejeceremos juntos (en francés, Nous ne vieillirons pas ensemble) es una película franco-italiana dirigida por Maurice Pialat en 1972. Se trata del segundo largometraje de Pialat. Es la adaptación al cine de la novela escrita por el propio Pialat.

## Sinopsis
Crónica de la degradación de una pareja. A partir de los avatares amorosos de Jean (Jean Yanne), un cineasta colérico y violento, y Catherine (Marlène Jobert), Pialat hace el retrato de una historia de amor que se resiste a su disolución. Pialat pone en escena los vaivenes emocionales de los protagonistas, su fragilidad emocional, sus arrebatos de odio y violencia, sus breves reconciliaciones y sus promesas incumplidas. 
Jean Yanne fue galardonado con el Premio al mejor actor masculino en el Festival de Cannes de 1972.

### Aspecto autobiográfico
Maurice Pialat ha reivindicado el aspecto autobiográfico de la película. El personaje masculino, interpretado por Jean Yanne, es el reflejo del propio Pialat hasta en sus lados más extremos: carácter difícil, odioso, pero capaz de ternura.

## Actores
- Marlène Jobert: Catherine
- Jean Yanne: Jean
- Macha Méril: Françoise
- Christine Fabrega: La madre de Catherine
- Jacques Galland: El padre de Catherine
- Muse Dalbray: La abuela de Catherine
- Patricia Piérangeli: Annie
- Maurice Risch: Michel
- Harry Max: El padre de Jean
- Jean-Pierre Rassam: Un guitarrista en el restaurante